# گمینا تژچیانا
گمینا تژچیانا (به لهستانی:  Gmina Trzciana) یک گمینا در لهستان است که در شهرستان بوخنگا واقع شده‌است. گمینا تژچیانا ۴۴٫۰۹ کیلومتر مربع مساحت و ۵٬۰۴۴ نفر جمعیت دارد.